# Dick van Nierop
Dick van Nierop (Rotterdam, 13 november 1946 – 24 december 2020) was een Nederlands voetballer.
Van Nierop begon zijn loopbaan bij Sparta, waar hij voor de competitie nooit tot het eerste elftal doordrong. Zijn overgang naar Feijenoord bracht daarin ook geen verandering. Pas bij Excelsior kwam hij als centrale verdediger goed tot zijn recht. De club die in de jaren 70 meerdere malen eerste divisie en eredivisie met elkaar afwisselde, was voor Dick als semi-prof het hoogtepunt in zijn carrière. Hoewel vele malen uitgeroepen tot de meest nuttige speler van het weekend, heeft hij echter nooit het Nederlands team gehaald.

## Carrièrestatistieken
| Seizoen         | Club            | Land            | Competitie      | Competitie | Competitie | Beker | Beker | Internationaal | Internationaal | Overig | Overig | Totaal | Totaal |
| Seizoen         | Club            | Land            | Competitie      | Wed.       | Dlp.       | Wed.  | Dlp.  | Wed.           | Dlp.           | Wed.   | Dlp.   | Wed.   | Dlp.   |
| --------------- | --------------- | --------------- | --------------- | ---------- | ---------- | ----- | ----- | -------------- | -------------- | ------ | ------ | ------ | ------ |
| 1964/65         | Sparta          | Nederland       | Eredivisie      | 0          | 0          | 0     | 0     | 0              | 0              | 0      | 0      | 0      | 0      |
| 1965/66         | Sparta          | Nederland       | Eredivisie      | 0          | 0          | 0     | 0     | 0              | 0              | 0      | 0      | 0      | 0      |
| 1966/67         | Sparta          | Nederland       | Eredivisie      | 0          | 0          | 0     | 0     | 0              | 0              | 0      | 0      | 0      | 0      |
| 1967/68         | Sparta          | Nederland       | Eredivisie      | 0          | 0          | 0     | 0     | 0              | 0              | 0      | 0      | 0      | 0      |
| 1968/69         | Feijenoord      | Nederland       | Eredivisie      | 0          | 0          | 0     | 0     | 0              | 0              | 0      | 0      | 0      | 0      |
| 1969/70         | Hermes DVS      | Nederland       | Tweede divisie  | –          | 3          | –     | 0     | 0              | 0              | 0      | 0      | –      | 3      |
| 1970/71         | Hermes DVS      | Nederland       | Tweede divisie  | –          | 2          | 1     | 0     | 0              | 0              | 0      | 0      | –      | 2      |
| 1971/72         | Excelsior       | Nederland       | Eredivisie      | –          | –          | –     | 0     | 0              | 0              | 0      | 0      | –      | –      |
| 1972/73         | Excelsior       | Nederland       | Eredivisie      | –          | –          | –     | 0     | 0              | 0              | 0      | 0      | –      | –      |
| 1973/74         | Excelsior       | Nederland       | Eerste divisie  | –          | –          | –     | 0     | 0              | 0              | 0      | 0      | –      | –      |
| 1974/75         | Excelsior       | Nederland       | Eredivisie      | –          | –          | –     | 0     | 0              | 0              | 0      | 0      | –      | –      |
| 1975/76         | Excelsior       | Nederland       | Eredivisie      | –          | –          | –     | 0     | 0              | 0              | 0      | 0      | –      | –      |
| Carrière totaal | Carrière totaal | Carrière totaal | Carrière totaal | –          | –          | –     | 0     | 0              | 0              | 0      | 0      | –      | –      |

## Erelijst
Excelsior
| Nationaal      |    |         |
| Eerste divisie | 1x | 1973/74 |